# Republikanism
Republikanism är en politisk rörelse vars mål är republik, typiskt i stället för monarki. Anhängarna kallas republikaner.

## Republikanism i Sverige
Socialdemokraterna, Vänsterpartiet och Miljöpartiet är republikanska enligt sina partiprogram, men Socialdemokraterna har i praktiken inte drivit frågan sedan första halvan av 1900-talet. Vänsterpartiet motionerar varje år i riksdagen om att avskaffa monarkin, men motionen har hittills aldrig blivit genomröstad. Även ett antal enskilda socialdemokrater, miljöpartister och folkpartister motionerar årligen om republik. I riksdagen har det ofta funnits en majoritet för republik, även om frågan aldrig har ställts på sin spets.  
Under början av 1900-talet försvarade Allmänna valmansförbundet monarkin som statsskick, då det ifrågasattes av liberaler och socialdemokrater; dessa ville istället införa republik. En kompromiss kom till stånd som räddade monarkin, men kravet för detta var att konungens makt skulle inskränkas och att han inte skulle försöka påverka politiken. Kompromissen håller än idag, även om kungen ibland gör politiska uttalanden och varken Socialdemokraterna eller Liberalerna driver frågan aktivt. Torekovskompromissen 1971 mellan socialdemokrater och de borgerliga partierna förstärkte denna konsensuskompromiss.
Avskaffande av den svenska monarkin skulle kräva en grundlagsändring, vilket alltså i praktiken skulle innebära två beslut i Riksdagen med riksdagsval där emellan.
Republikanska föreningen arbetar i Sverige för införandet av republik.
Några svenska politiker som uttalat sig för avskaffandet av monarkin är förre statsministern Göran Persson (S) och demokratiminister Birgitta Ohlsson (L), tidigare ordförande i Republikanska föreningen.

## Lagar mot republikanism
I Storbritannien finns det en gammal lag som säger att man inte får förorda/propagera för republik, men i praktiken används inte denna lag i dagsläget ("Treason Felony Act" från 1848). Det senaste åtalet väcktes 1883.